# Jean-Marc van Tol
Jean-Marc van Tol (Rotterdam, 6 juli 1967) is een Nederlands illustrator, striptekenaar, schrijver  en cartoonist.

## Leven en werk
Van Tol specialiseerde zich bij zijn studie Nederlands aan de Universiteit van Amsterdam in het Middelnederlands en ging daarna werken als freelance striptekenaar. Zijn opdrachten ontvangt hij onder andere van diverse kranten, het bedrijfsleven, de reclamewereld, de (semi-)overheid en vanuit de woningcorporatiebranche. Zijn belangrijkste werk is de cartoonreeks Fokke en Sukke, waar hij samen met John Reid en Bastiaan Geleijnse de geestelijk vader van is. Van het drietal is Van Tol degene die de tekeningen maakt. Van Tol wordt wel de 'inkopper' van het team genoemd.
In 2003 werd aan Reid, Geleijnse en Van Tol de Stripschapprijs toegekend voor hun gezamenlijke stripwerk (en dan met name Fokke & Sukke).
In 2006 lanceerde Van Tol samen met Gerrit de Jager het boek Strips in Stereo waarin zij en Maaike Hartjes, Hanco Kolk, Erik Kriek, Dick Matena, Peter Pontiac, Mark Retera, Barbara Stok, Joost Swarte, Thé Tjong King, Typex en Henk Kuijpers een stripversie maakten van een lied van een Nederlandse artiest. Bij de presentatie hiervan op 11 maart 2006 in Paradiso werden de originele nummers ten gehore gebracht. Het boek kreeg goede kritieken, werd meermalen herdrukt en Van Tol en Gerrit de Jager ontvingen later dat jaar tijdens De Stripdagen 2006 de P. Hans Frankfurtherprijs voor dit bijzondere project.
In januari 2007 begon Van Tol uitgeverij Catullus. De naam is ontstaan uit het pseudoniem waarmee hij 1989 de kerstprijsvraag van Propria Cures won.
Daarnaast tekende Van Tol ook elke week de strip Kort en Triest in de jongerenkrant 7Days. Van Kort en Triest zijn inmiddels vijf stripalbums uit.
In 2011 presenteerde Van Tol bij de VPRO het televisieprogramma 'Beeldverhaal', waarin hij een overzicht gaf van diverse stromingen en belangrijke personen uit de geschiedenis van het stripverhaal.
In 2018 kwam zijn eerste historische roman uit in een voorgenomen trilogie. Musch was het eerste deel van een drieluik over Johan de Witt. Cornelis Musch is de corrupte griffier van de Staten-Generaal in de periode voordat Johan de Witt benoemd wordt tot raadpensionaris. In november 2023 verscheen het tweede deel van de trilogie: Buat. Het behandelt het politieke leven van Ritmeester Buat.

## Trivia
In 2018 was Van Tol deelnemer aan Wie is de mol?, maar hij besloot na de tweede aflevering naar huis te gaan.
- International Standard Name Identifier: 0000 0003 6918 2677
- Library of Congress Control Number: no2011039770
- Nederlandse Thesaurus van Auteursnamen: 141731540
- RKD-Nederlands Instituut voor Kunstgeschiedenis: 129445
- Système universitaire de documentation: 163853797
- Virtual International Authority File: 172080156